# Långbacka-Veddesta skola

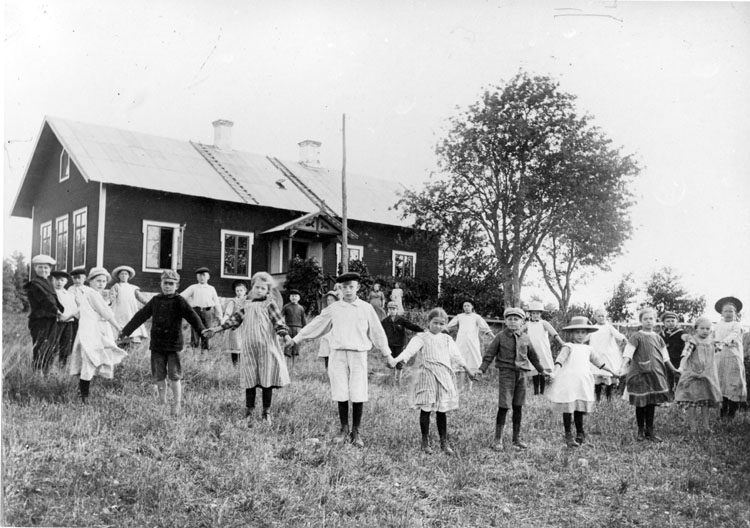
Långbackaskolan, även kallad Veddesta skola. Elever dansar ringlekar utanför skolan. I bakgrunden till vänster framför skolan syns från vänster lärarinnorna Anna Larsson och Ruth Larsson.
Fotografi från början av 1900-talet.

Långbacka-Veddesta skola var en skola som låg i Långbacka i Järfälla och som fungerade som skola från 1885 till 1915 (småskolan) respektive 1919 (folkskolan).
Skolbyggnaden uppfördes 1885 på mark som hade donerats av brukspatron Alexander Nordlander, som var ägare till Veddesta gård. Skolan byggdes från början för att rymma ett 50-tal barn från gårdarna Veddesta, Skälby, Fjällen, Riddersvik och Lövsta. Så småningom blev Långbackaskolan allt mindre motiverad, eftersom småskolor och folkskolor inrättades i Lövsta. Småskolan flyttade till Barkarby från och med höstterminen 1915. Sedan flyttades även folkskolan till Barkarby skola från och med höstterminen 1919. Man monterade då ned skolbyggnaden i Långbacka och flyttade den till Barkarby för att återuppföra den där. När man skulle uppföra Långbackaskolan vid Barkarbyskolan inträffade en eldsvåda och byggnaden brann ner till grunden.

## Historia

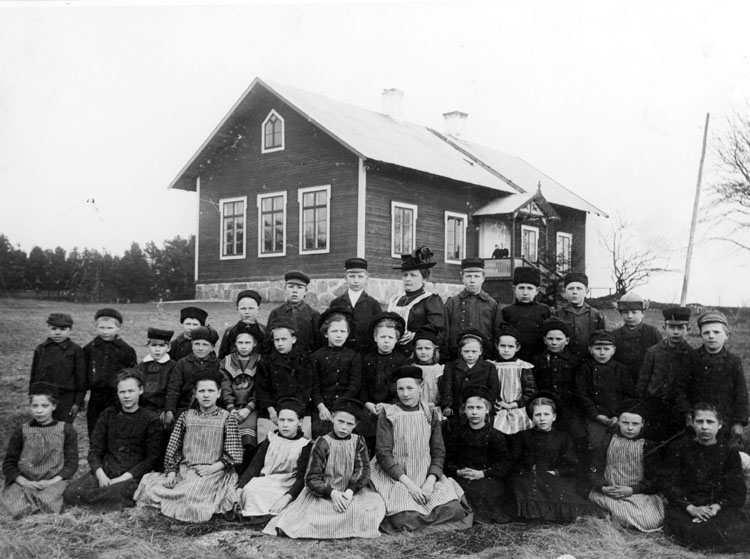
Långbacka-Veddesta skola i Järfälla, 1908-1909. Lärarinna: Anna Larsson. Skolan byggdes 1885.

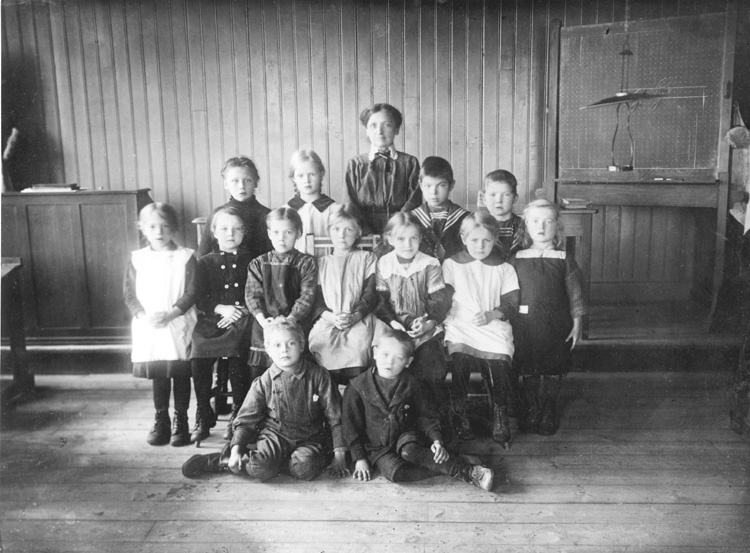
Långbackaskola även kallad Veddesta skola i Järfälla, 1915. Lärarinna: Anna Larsson. Främre raden stående 1:a från vänster Ingrid Andersson, dotter till Emil Andersson, stationskarl i Barkarby.

### Långbackaskolan byggdes 1885
År 1885 skänkte brukspatron Alexander Nordlander på Veddesta gård en tomt för att uppföra en skolbyggnad i Långbacka. Långbackaskolan, som den kallades först, stod färdig redan på hösten samma år, 1885. Då fattades bara tjärstrykningen och rödmålningen av byggnaden. År 1887 ändrades skolans namn officiellt till Veddesta skola. Långbackaskolan blev snabbt för liten. Runt sekelskiftet år 1900 låg banantalet vid flera tillfällen på närmare etthundra elever. Då inrättade man både småskola och folkskola i Lövsta. Barnantalet minskade därefter successivt, eftersom Veddesta skola inte låg så centralt. I det nybildade villasamhället i Barkarby fanns fanns nu istället de flesta barnen i skolåldern.

### Lövstaskolan var inrymd i Långbackaskolan
I den nybyggda Långbacka-Veddesta skola, som blev klar 1885, var till en början Lövsta skola inrymd. Görvälns skollokal var inte klar till höstterminen 1879 och då fick lärarinnan Edith Lund börja undervisningen i Lövsta. Till och med vårterminen 1884 pågick en flyttande, eller en så kallad ambulerande, skola med läsning på Lövsta (skola) på höstterminerna och vid Görvälns (skola) på vårterminerna. Från 1879 var Lövsta skola inrymd i en hyrd lokal. Från och med 1882 kallades skolan flyttande mindre folkskola.
Från 1884 hade Lövsta skola provisoriska lokaler i Lövsta och från 1889 var det en provisorisk skola, som bestod av några rum i Lövsta sopstation i marketenteriet. Därefter var Lövsta skola inrymd i den nybyggda skolan i Långbacka, såsom ovan nämnts. Lövsta skola inrymdes åren 1899-1903 i marketenteriet vid Kyrkhamn. Under 1902 lät staden uppföra ett nytt skolhus i Lövsta, Lövsta Folkskola. Från 1903 togs den nya skolan i bruk, även kallad Kyrkhamns skola och skolan omorganiserades i samband med detta till fast folkskola.
År 1915 flyttade småskolan i Långbacka-Veddesta skola till Barkarby skola och fyra år senare, 1919, flyttade även folkskolan dit. Såsom ovan nämnts monterade man till och med ned själva skolbyggnaden och började återuppföra den vid Barkarby skola. Men under uppförandet 1919 brann den ner.

## Källa
- Lars Gustafsson j:r, Järfällaboken 1957.
- Lars Gustafsson j:r, Järfällaboken 1986.